# Praktmjölke
Praktmjölke (Chamerion latifolium) är en art i familjen dunörtsväxter och förekommer naturligt i norra och centrala Eurasien, samt i norra, västra och centrala USA. Arten odlas ibland som trädgårdsväxt i Sverige. 
Det är Grönlands nationalblomma med det grönländska namnet niviarsiaq ("liten flicka").

## Variation
Arten är mångformig och många typer har beskrivits. Plantor med vita foder- och kronblad har beskrivits som Epilobium latifolium f. leucanthum (Ulke) Fernald och plantor vars foderblad är rosa till purpur, men kronbladen är vita har beskrivits som Epilobium latifolium f. munzii Lepage. Dessa variationer har dock ingen botanisk relevans och erkänns inte. Dessutom saknas namnkombinationer för formerna under Chamerion.

## Synonymer
Chamaenerion latifolium Sweet
Chamaenerion latifolium var. albiflorum (Nath.) Porsild
Chamaenerion latifolium var. grandiflorum Rydberg
Chamaenerion latifolium var. megalobum Nieuwland
Chamaenerion latifolium var. parviflora Hartz
Chamaenerion subdentatum Rydberg
Chamaenerion subdentatum f. angustifolium Haussknecht
Chamaenerion subdentatum f. arcticum Haussknecht
Chamaenerion subdentatum f. longiflorum Haussknecht
Chamerion subdentatum (Rydberg) A.Löve & D.Löve
Epilobium latifolium L.
Epilobium latifolium f. albiflorum Nath.
Epilobium latifolium f. leucanthum (Ulke) Fernald
Epilobium latifolium f. munzii Lepage
Epilobium latifolium subsp. leucanthum Ulke
Epilobium latifolium var. albiflorum (Nath.) A.E.Porsild
Epilobium latifolium var. album P.C.Hutchison
Epilobium latifolium var. grandiflorum Britton
Epilobium latifolium var. tetrapetalum Pallas ex Pursh